# Bagad Melinerion
Le Bagad de Vannes Melinerion est un bagad originaire de la ville de Vannes dans le Morbihan, en France. Créée en 1952 (officiellement en 1954,) l'association est issue d'un ensemble paroissial. Son nom breton et son costume font référence à la corporation des meuniers du pays Vannetais. Depuis 1969, le bagad évolue en première catégorie du championnat national des bagadoù. Il s'est classé plusieurs fois vice-champion de Bretagne, gravite généralement dans la première moitié du classement, et est connu pour son rapport innovateur à la musique bretonne.
Développant le concept d'orchestre, l'ensemble s'inspire du répertoire traditionnel de la musique bretonne pour composer des morceaux et des suites originales. Les influences sont la musique celtique, la musique classique, le jazz, d'autres musiques du monde. Plusieurs créations ont vu le jour, dont Melin'art Orchestra en 2012 et Contrechamp en 2015, des collaborations avec Carlos Núñez, The Chieftains ou Denez Prigent, Mickaël Cozien ou encore le groupe Varez.
En plus du bagad principal, l'association comprend une école de musique, trois bagadigoù ainsi qu'un pipe band. Les musiciens bénévoles se produisent dans les festivals et concours bretons, en France et à l'étranger. Le bagad est le vainqueur 2015 de l'émission La France a un incroyable talent sur M6 et se produit à l'Olympia en 2017.

## Historique

### Création «catholique»

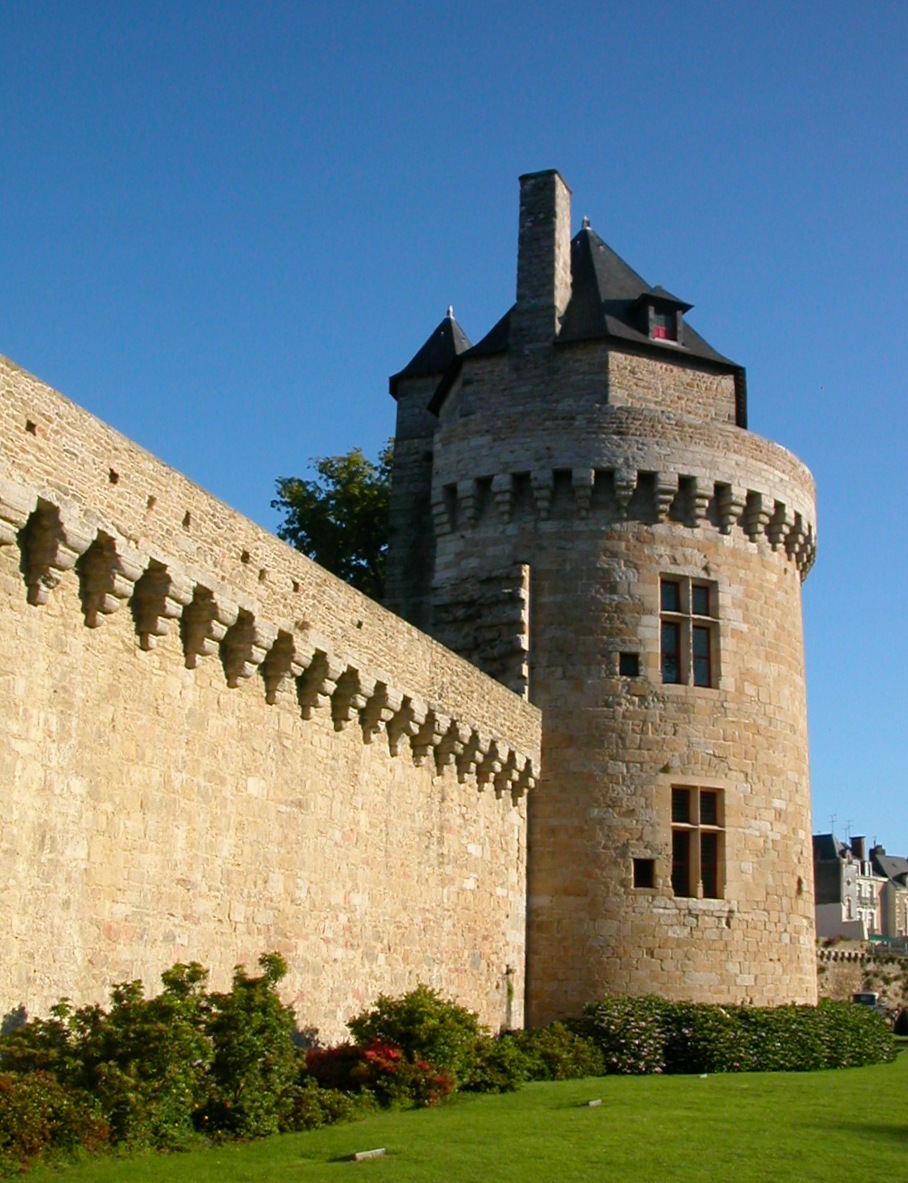
La Tour du Connétable.

En 1949, il existe à Vannes une « clique », un groupe de sonneurs dénommé ainsi avant que le terme bagad ne s'impose. Composée de membres de l'association Bodadeg ar Sonerion et du cercle celtique de Vannes, cette « kevrenn » participe en 1950 au deuxième championnat des bagadoù.
Le Bagad Melinerion est créé, dans les faits, en octobre 1952 par l'abbé Nicolas, prêtre à la cathédrale de Vannes. Ses statuts sont déposés au printemps 1954, avec les encouragements du maire de Vannes, Francis Decker. D'abord en aube blanche, les jeunes musiciens vont revêtir un gilet bleu, couleur des meuniers et investir à l'époque pour les répétitions la Tour du Connétable, d'où provient leur surnom des « petits Meuniers de la tour ». Le groupe choisit de conserver la référence à cette corporation des meuniers, très importante dans le pays vannetais au cours des siècles passés, notamment au travers de son costume et de son nom (meliner, meunier en breton, melinerion au pluriel). De plus, les meuniers de la région possédaient autrefois une excellente réputation de sonneurs.
Les sonneurs ayant moins de 17 ans, le bagad concourt en classe « junior » de la troisième catégorie des bagadoù, de 1957 à 1960. En 1958, Alain Caudal entre au patronage de la cathédrale Saint-Pierre à 8 ans pour apprendre la bombarde et reste dans l'association jusqu'en 2010. En 1960, après une période de pause, l'abbé Jégat prend provisoirement les commandes de la formation avant que l'abbé Nicolas ne revienne en 1962, assisté de l'abbé Juhel. À partir de cette année-là, les sonneurs travaillent dans le quartier de Notre-Dame-de-Lourdes, jusqu'en 1975. Ils apprennent la musique bretonne de tradition orale à l'oreille, par reproduction et mémorisation, le solfège n'arrivant que plus tard. Jacques Nicolas est le premier penn-soner (chef d'orchestre) et peut compter sur le dévouement de Guy Allioux, resté vingt ans au sein de la formation vannetaise.

### Suite «civile»

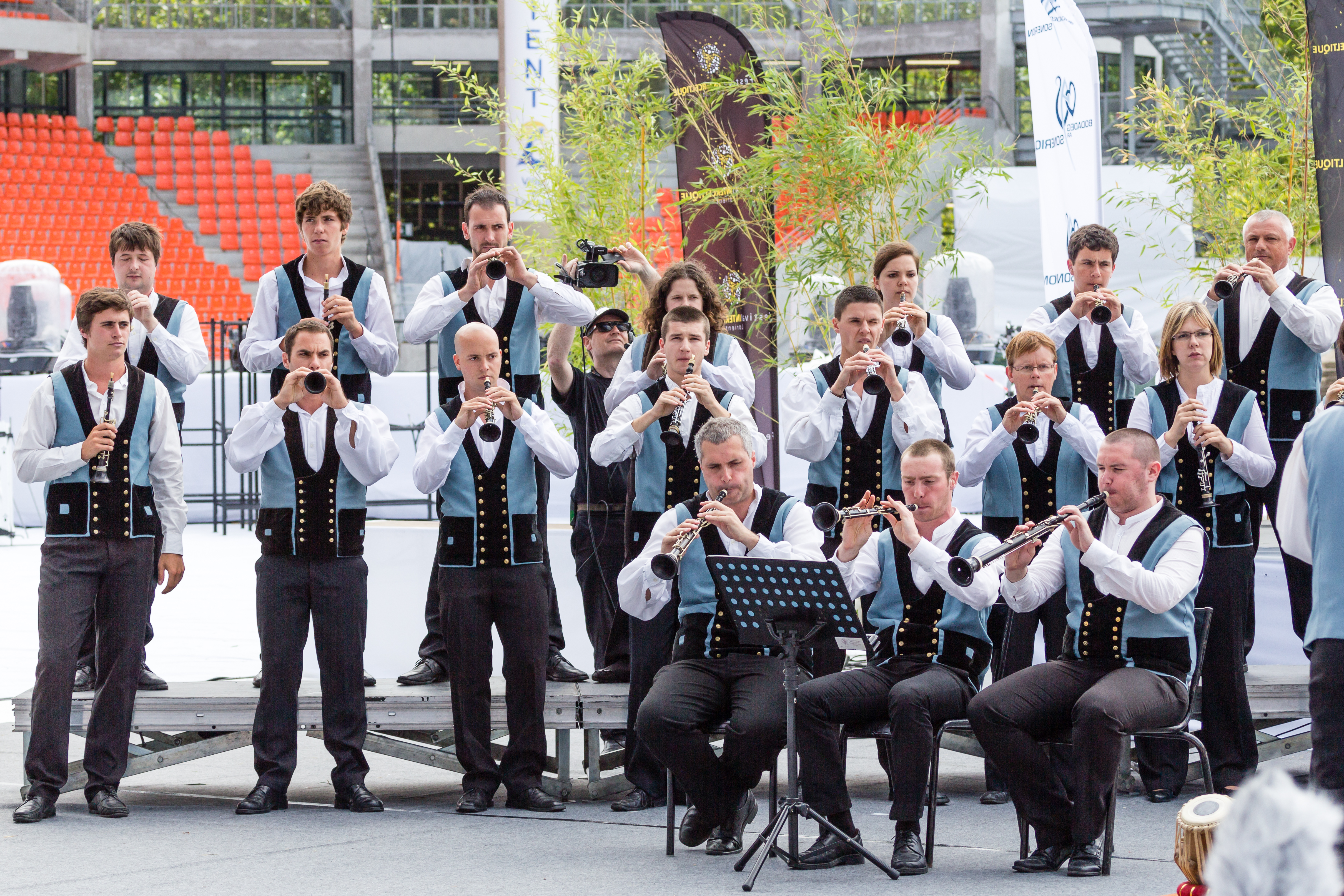
Le pupitre bombarde au concours de Lorient en 2012.

Après 5 ans d’absence, le bagad réintègre l'assemblée des sonneurs Bodadeg ar Sonerion en 1965 et participe aux concours de troisième catégorie du championnat national des bagadoù. Dès 1967, il termine à la première place et accède à la deuxième catégorie. L'année suivante, le bagad est sacré Champion, intégrant ainsi la première catégorie en 1969. Les sonneurs Hubert Poupard et Georges Poupard (président et penn-soner) marquent fortement la vie du bagad jusque dans les années 1990.
À partir de 1981, Er Melinerion devient mixte et accueille ses deux premières filles en 1983, Marie-Pierre Le Sausse et Patricia Le Dinahet, cette dernière restant talabarder pendant plus de trente ans. En 1985, 1986, 1988 et 1989, le groupe finit à chaque fois vice-champion de Bretagne. Le talabarder et diacre François Gouthe, entré comme membre à l'âge de 10 ans en 1968, dirige le pupitre bombarde durant quinze ans. Chaque année, au concours finistérien « Bombardes en fête », l'ensemble de bombardes renforce son savoir-faire et réalise un travail de création, dans les arrangements et l'intégration de nouveaux éléments comme du piano, du chant chorale ou en lien avec son partenariat avec l'orchestre symphonique du Conservatoire de Vannes.
En 1997, dans la continuité d'une démarche de formation étoffée, le président du bagad Alain Caudal fonde un bagadig ; les jeunes formés partaient dans d'autres bagadoù, ce qui conduisait à un manque de musiciens. Après une année hors des concours en 2002, le bagad instaure une commission musicale pour une écriture collective des créations et renforce son pupitre batterie, point faible jusque-là lors des concours. Les compositeurs réalisent des arrangements qui font que l'orchestre exploite la polyphonie des instruments, crée des harmonies, des colorations. Entre septembre 2004 et septembre 2006, le bagad fête ses 50 ans. Une nouvelle génération prend les commandes, issue pour la plupart de l'école de formation, la moyenne d'âge étant de 20 ans en 2006, la plus jeune de première catégorie. Ouvert en septembre 2007, le département de musique traditionnelle est le fruit d'une collaboration étroite entre la ville de Vannes, le conservatoire et le bagad.

### Développements récents

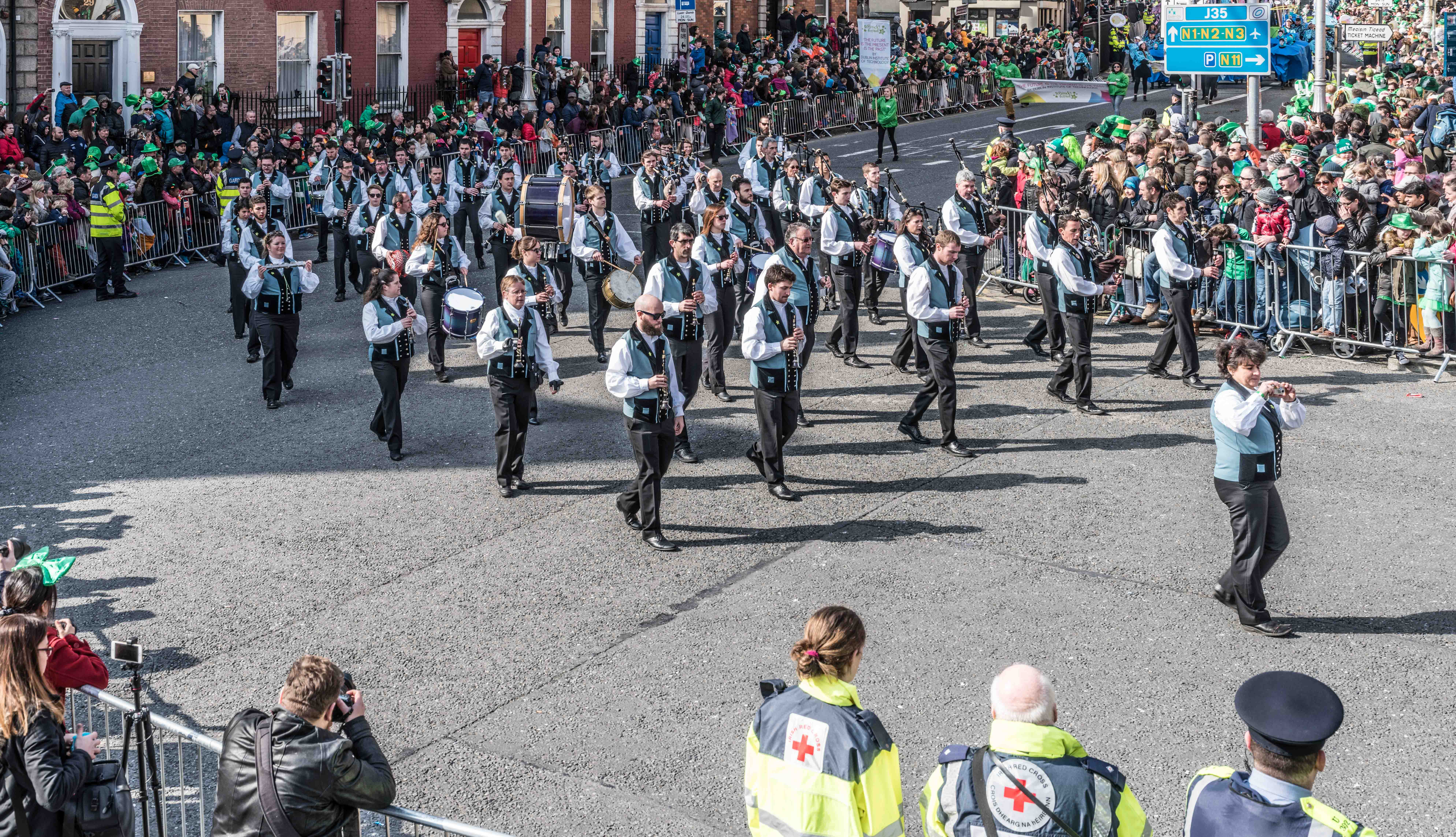
Parade de la Saint Patrick 2016 à Dublin.

Le groupe commence à travailler à la mise en place d'un pipe-band en 2010 dans le but de concourir au Championnat du monde de pipe band qui se tient tous les mois d'août à Glasgow. Plusieurs de ses membres intègrent les pipe-bands de Cap Caval et de Brieg qui participent déjà à cette épreuve pour se former. Le pipe band est effectivement constitué l'année suivante et il participe en 2012 à son premier championnat du monde en concourant en Grade 2.
2015 est une année médiatique pour le bagad qui réalise quatre passages télévisés sur M6, vainqueur de La France a un incroyable talent, et remporte en fin d'année deux prix (jury et public) aux Victoires de la Bretagne ainsi que le prix culture du « Morbihannais de l'année ». Après avoir réalisé une tournée à Montréal en 2015, le bagad se rend à Dublin à l'occasion de la Saint-Patrick 2016. Durant un an, il produit un grand spectacle, Contrechamp, qui a été joué à l'Olympia le 5 février 2017. Pour la première fois, un bagad non professionnel était à l'affiche du music-hall, 45 ans après le concert mythique d'Alan Stivell en février 1972.
En 2018, l'ensemble part en tournée en France. Sont présentés des titres emblématiques du bagad, comme des nouvelles compositions, pour l'Essentiel Tour, un spectacle façonné pour les tournées, qui donnera lieu à la production d'un C.D.
En 2019, le bagad présente, en coopération avec des musiciens liés au conservatoire de Vannes, son spectacle Confidences au Palais des Arts de Vannes. Une double représentation a lieu, les 30 novembre et 1er décembre. Ce nouveau projet consacre la diversité musicale des Meuniers, et "l'orchestralisation" de la pratique de la musique bretonne.
Après une interruption des concours des bagadoù et des représentations liée à la Crise du Covid-19, l'ensemble travaille en 2022 sur un nouveau spectacle, Kemmesk, en collaboration avec Varez, un groupe de musique actuelle originaire du pays de Nantes. Les titres typiques du bagad sont réinterprétés et réarrangés en lien avec des musiciens issus du rock et du jazz fusion. De nouveaux titres sont aussi composés, consacrant la dynamique du métissage cher à l'association. Le bagad joue ce spectacle jusqu'en 2024.
Depuis 2023, et en particulier sous l'impulsion d'Étienne Chouzier et Antoine Duchêne, les meuniers ont continué d'ériger l'innovation en style à part entière. Cette dynamique est notamment incarnée par le triptyque que sont Trañs, Dañs et Lañs, trois suites jouées à l'occasion des manches d'été de 2023 à 2025. L'ensemble s'inspire alors des musiques électroniques et s'émancipe du schéma habituel d'une suite bagad en produisant une musique nouvelle qui plaît à un grand nombre de personnes. Un spectacle est d'ailleurs en cours de production pour l'automne 2025 : il sera marqué par l'usage de la musique électronique.
Si l'exploration est musicale, elle est aussi technique, le pupitre bombarde proposant par exemple, pour Trañs, une partition allant au delà du jeu classique. Les suites proposées pour les manches d'hiver se jouant à Saint-Brieuc (2023) et Brest (2023 et 2025) ont aussi marqué les esprits dans la même dynamique, même si le terroir y était imposé et que des groupes plus traditionnels en ont bénéficié.
Le public est en général conquis par ce nouveau tournant. Celui-ci va aussi de pair avec un gain en qualité. Cette innovation s'accompagne alors d'une meilleure reconnaissance de la part des juges des concours. Les résultats des manches d'hiver bénéficient moins aux sonneurs (avec, depuis 2023, deux septièmes places et une douzième). Ils se hissent cependant à la troisième et la quatrième place des manches d'été de 2023 et 2024, ce qui leur permet alors d'atteindre deux fois de suite le top 5 du classement général.
A la suite de l'annulation de la manche d'été de 2025 par Sonerion, dans un contexte tendu financièrement et politiquement, le Festival Interceltique met en place un trophée unique (Trophée Polig Monjarret) qui suit le même fonctionnement qu'un concours classique à une exception près : pas de règlement strict et pas de juges. Ces derniers sont remplacés par le public présent dans le stade qui vote, à la fin de la journée, pour le gagnant. Les Melinerion présentent alors Lañs, dernier volet du triptyque entamé en 2023, qui emporte la faveur du Moustoir et leur permet de remporter le tout premier concours de leur histoire à Lorient face à des concurrents ayant aussi beaucoup innové.

## Fonctionnement

### Structure
Liste des présidents :
- Alain Caudal, 1991 à 2002[33]
- Gwénaël Houé, 2002 à 2007[34]
- Youenn Le Ret, 2008 à 2013[35]
- Étienne Chouzier, 2013 à 2019[35]
- Jeanne Billard, de 2019[36] à 2022
- Alex Kervadec, depuis 2022

Créée en 1954, le Bagad de Vannes Melinerion est organisé sous la forme d'une association loi de 1901 reconnue d'utilité publique depuis le 1er septembre 2017.
Les groupes font partie de Sonerion 56, la section du Morbihan de l'assemblée des sonneurs Bodadeg ar Sonerion. En 2018, l'association compte 300 membres actifs, de 17 à 60 ans.
Installé pendant quelque temps dans l'hôtel de Limur, l'association siège pendant 25 ans dans un local du parc des sports place Théodore Decker. En 2007, elle s'installe dans un local de 170 m2 de l'ancienne école de la Rabine, sur la rive droite du port de plaisance.
Le financement est assuré par les cotisations de ses membres, la vente de produits, du mécénat ou diverses subventions et partenariats. Le conseil municipal de Vannes fournit ainsi par exemple 21 420 euros de budget à l'association en 2013. Depuis 2012, le journaliste Patrick Mahé préside le cercle des partenaires du bagad. En remportant le concours La France a un incroyable talent en 2015, l'association gagne 100 000 €, soit l'équivalent de son budget annuel. Une source importante de revenus se fait aussi par les cachets perçus lors de sorties et diverses prestations.
L'association est dirigée par un bureau ainsi qu'un conseil d'administration, tous deux élus lors de l'assemblée générale ordinaire annuelle. On y trouve différents pôles et commissions, comme la Commission Musicale chargée de la composition, la Comition Vie, le pôle gestion ou le pôle communication.

### Le groupe principal
Liste des penn soner :
- ~1956~ Gaston Mesnard[44]
- 196?-199? : Georges Poupard[45]
- 1996-1998 : Youenn Le Ret
- 1999-2002 : Youenn Rialland[46]
- 2003-2004 : Lionel Le Page[47]
- 2004-2006 : Tugdual Modeste[48]
- 2007 : Youenn Le Ret[49]
- 2007-2013 : Étienne Chouzier[35]
- 2013-2016 : Ewen Couriaut[50]
- 2016-2024 : Ylan Couriaut
- depuis 2024 : Maxence Laurent[51]

L'ensemble musical comporte une quarantaine de musiciens, répartis en quatre pupitres : cornemuses, bombardes, percussions et caisses claires. Les musiciens peuvent être formés en interne et beaucoup suivent des cours au département de musique traditionnelle du conservatoire de Vannes dans le cadre d'un partenariat entre les deux entités.
Le bagad participe aux concours de Brest en hiver et de Lorient en été, organisés par Sonerion. Sa direction musicale est assurée par le compositeur Étienne Chouzier, à partir de 2007, alors âgé de 18 ans. Il transmet le statut de penn-soner à Ewen Couriaut en 2013, lorsqu'il devient président de l'association, le plus jeune président des bagadoù. Par la suite, son frère, Ylan Couriaut devient penn-sonneur
Leur costume, qui se réfère à la corporation des meuniers du pays vannetais, est confectionné par la marque Armor-Lux depuis 2013. La couleur « bleu fumée » du gilet, qui identifie le bagad depuis ses débuts, est conservée, de même que les pantalons noirs et les chemises blanches. L'on retrouve aussi, dans les habits des sonneurs, une marinière bleue et blanche - aux couleurs de l'association - qui leur sert lors des petites sorties, en répétition publique ou simplement d'habit secondaire, quand le costume est l'habit principal.

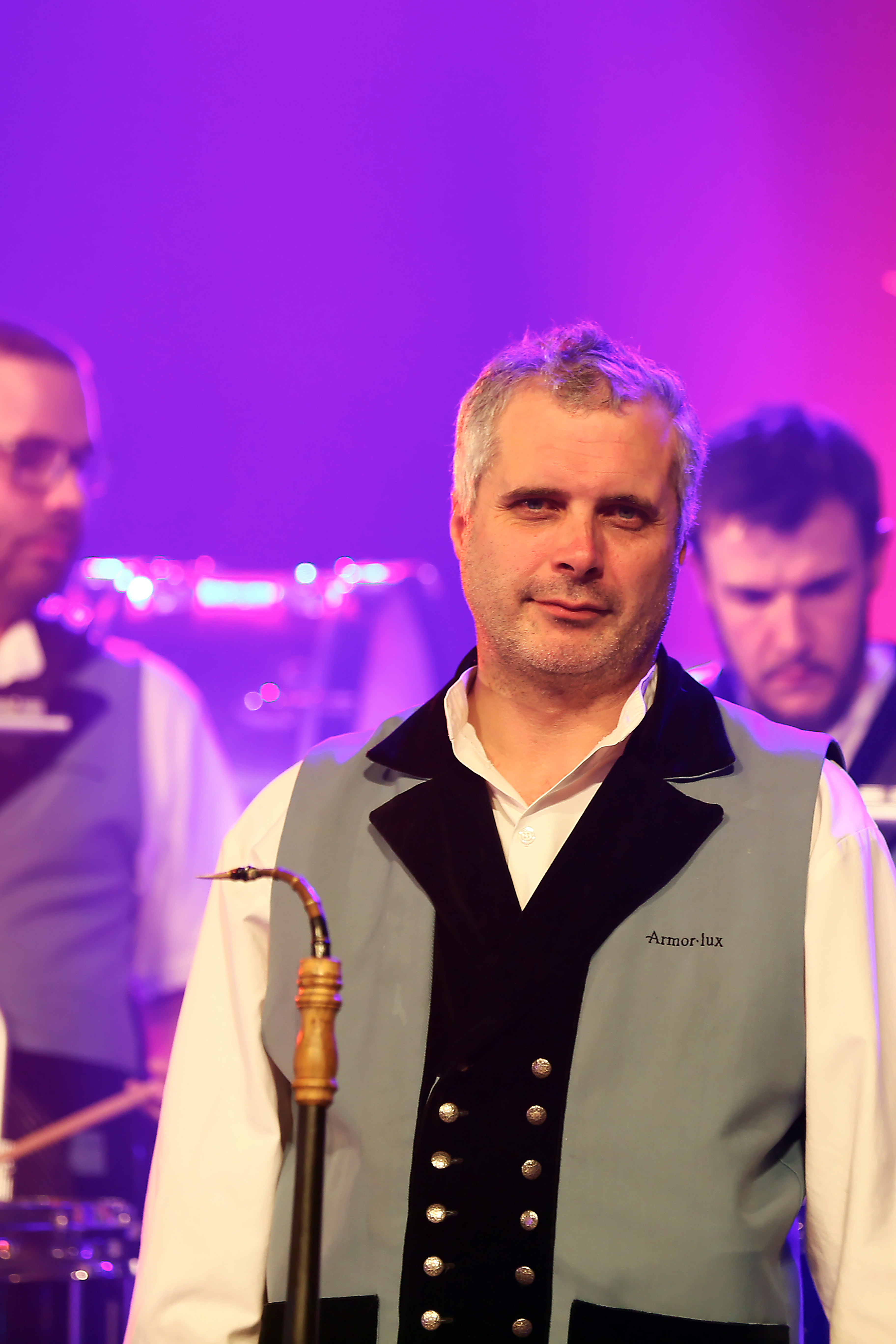
Youenn Le Ret
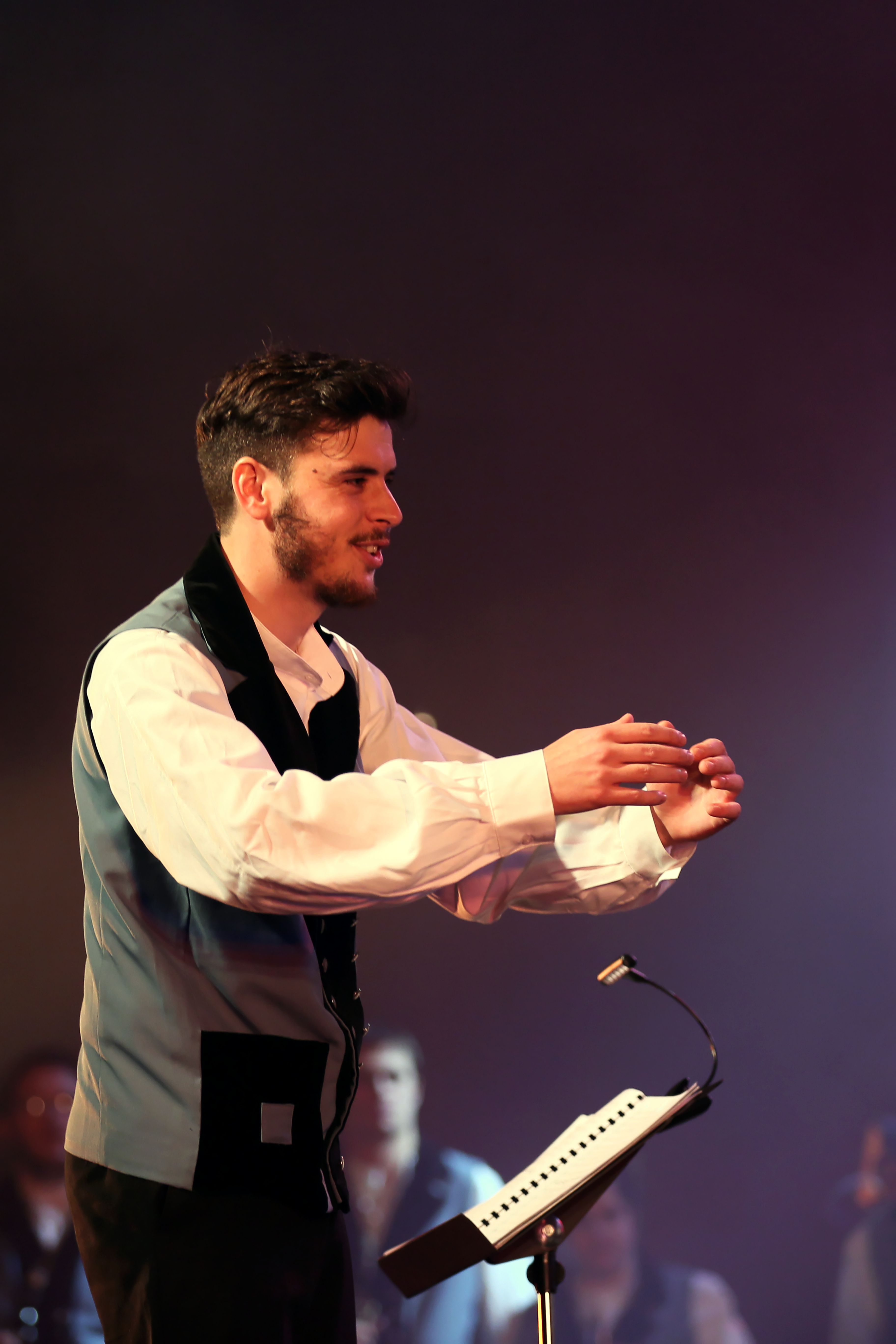
Étienne Chouzier
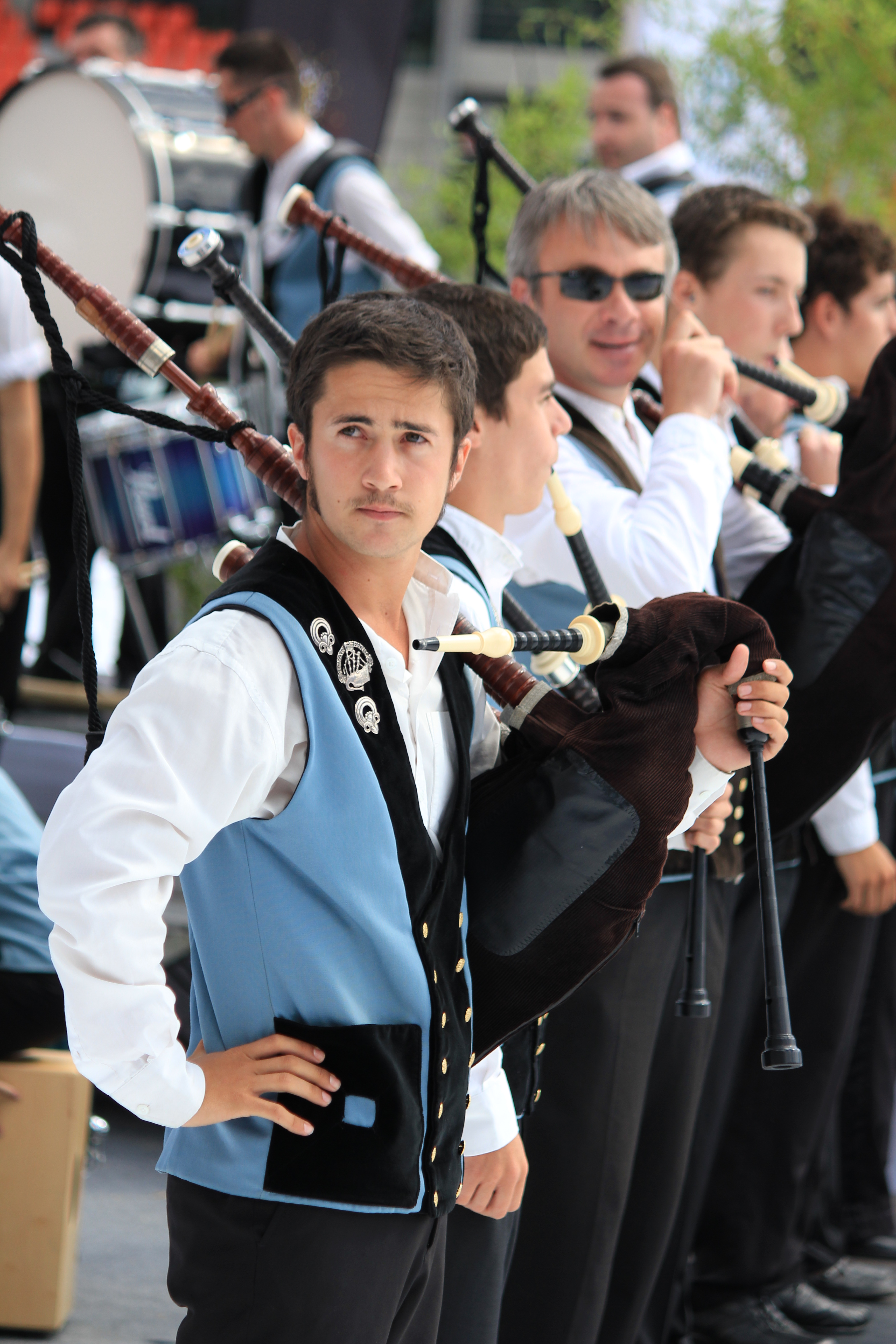
Ewen Couriaut
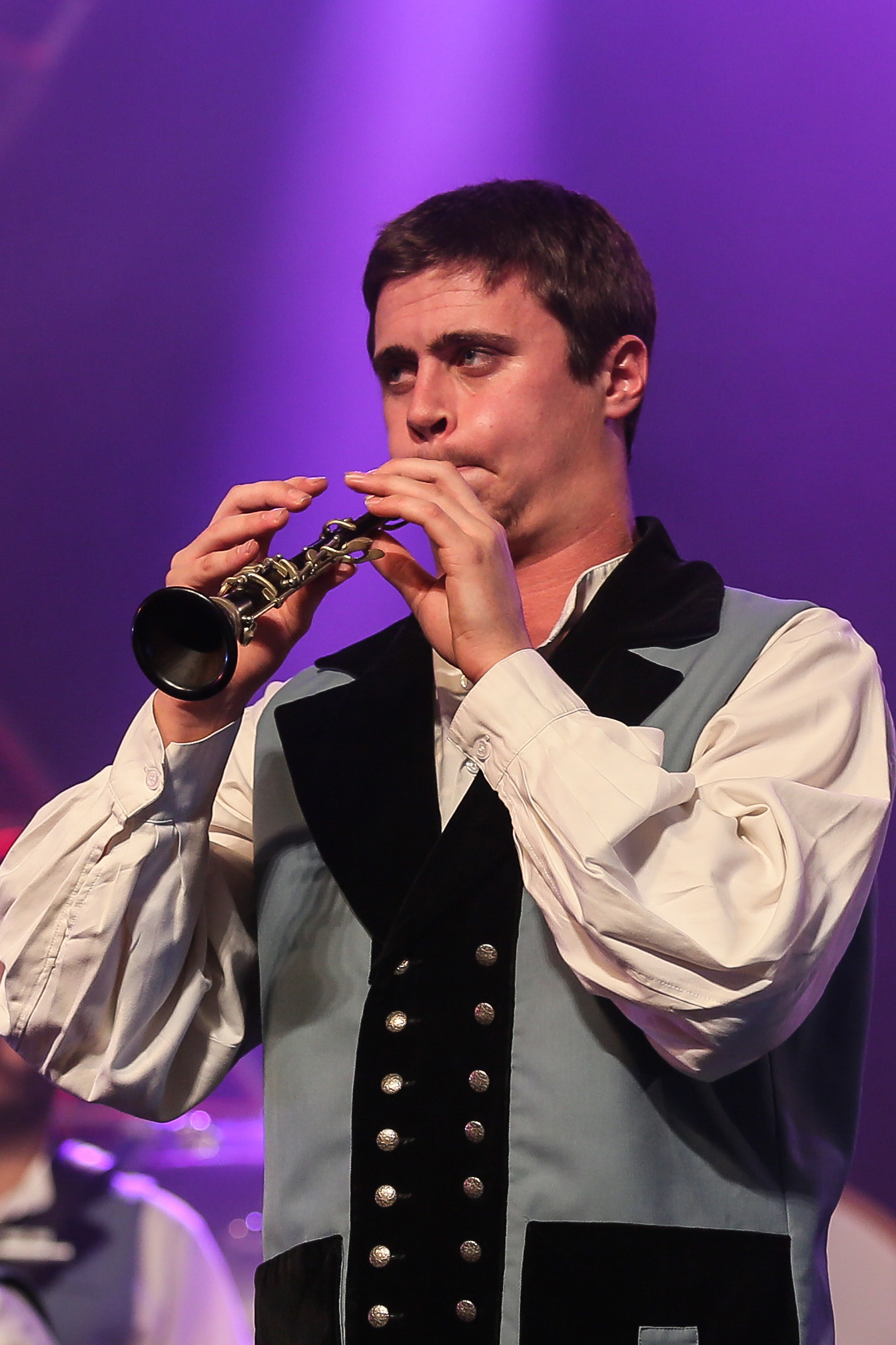
Ylan Couriaut

### Les autres formations

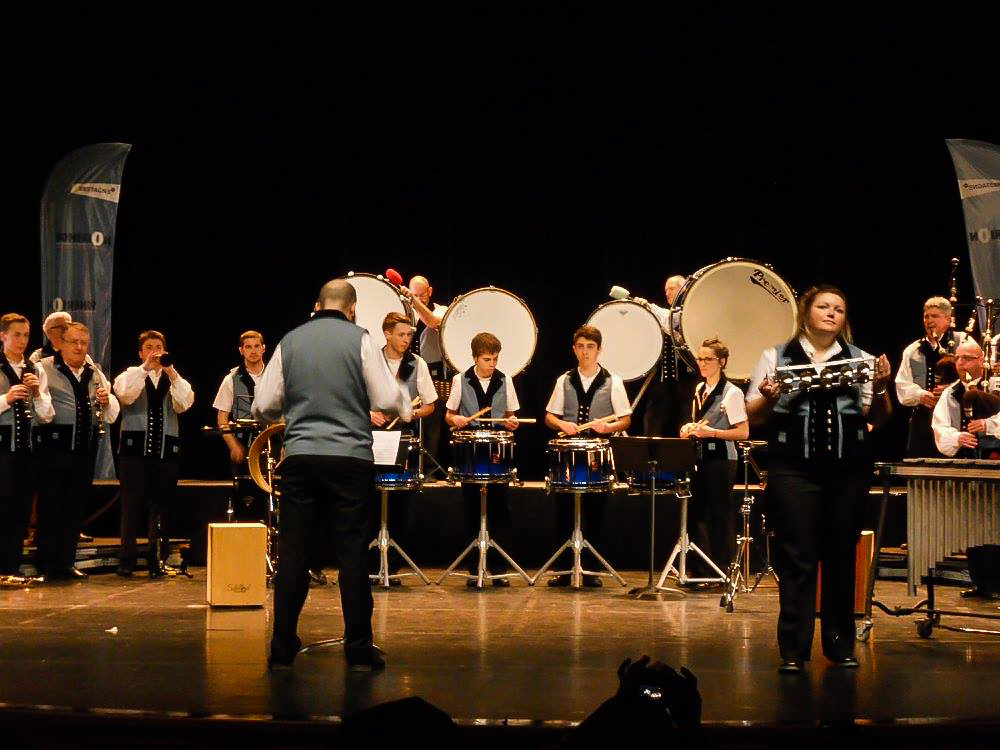
Le bagadig au concours de Pontivy en 2016

#### Le Bagadig
Le bagadig (« petit bagad »), aussi appelé B3 (en référence à la catégorie dans laquelle il évolue) est le deuxième ensemble de l'association, regroupant des sonneurs n'ayant pas forcément le niveau de jouer en première catégorie, comme des jeunes musiciens en passe d'y accéder. Sa création en 1998 est justifiée par un nombre croissant de sonneurs au sein de l'association, ainsi que de jeunes. Le bagadig est créé et géré par le président de l'époque, Youenn Le Ret. De nombreux piliers actuels du bagad, au début de leur formation l'intègrent alors, comme Pierre Thébaud ou Yvonig Le Mestre.
En 2007, le Conservatoire de Vannes ouvre en son sein des classes d'instruments de musique traditionnelle bretonne (caisse claire, bombarde et cornemuse). On voit ainsi une augmentation considérable du nombre d'élèves au bagad, et donc un renforcement des rangs du bagadig. La formation prend en qualité par cet accroissement, tout comme le niveau des musiciens. Longtemps en cinquième catégorie des bagadoù, l'ensemble accède donc logiquement à la 4e catégorie en 2012 et participe chaque année aux concours d'hiver et d'été. Il monte en 3e catégorie en 2018 et participe alors à ce championnat depuis 2019. En 2023, il remporte la manche d'été et se classe 4ème au classement général de la saison.
Il s'agit d'une formation « école », un ensemble dont la première volonté est pédagogique. Le B3 regroupe les élèves de l'école de musique ayant acquis un niveau de technique instrumentale suffisant pour pouvoir évoluer en ensemble, tout comme des anciens sonneurs du "B1" souhaitant toujours pratiquer, mais n'ayant plus le niveau pour le bagad. La grande majorité des membres de l'ensemble de première catégorie est issue de cette formation, véritable école du « jeu d'ensemble », l'ensemble des pupitres y étant représenté. Elle regroupe en outre des personnes de tous âges et accompagne le bagad lors de certaines sorties, comme au Festival d'Arvor. Les musiciens du bagadig jouent aussi indépendamment du bagad : en concours mais aussi en sortie. Ainsi, le retrouve-t-on parfois par exemple aux matchs du Rugby Club vannetais.
Les musiciens du bagadig portent le même costume que ceux du bagad, comme la marinière bleue et blanche dans les mêmes occasions.

#### Le Bagadigan
Pour faire face au nombre d'élèves toujours plus grand ces dernières années, un second bagadig est créé. On l'appelle le bagadigan, le bagadigdig, ou le "B5". Il voit le jour en septembre 2017et sert les mêmes objectifs que le bagadig, à savoir ceux d'un ensemble pédagogique de transition, comme d'un ensemble d'un niveau moins exigeant mais nécessitant de l'implication - notamment pour ce qui est des concours. Il évolue en 5e catégorie depuis son existence. Depuis 2019, il a pour nom Bagadig Ar Voused Melinerion, autrement dit « les Mousses des Melinerion », pour le différencier de l'autre bagadig de l'association. Contrairement aux musiciens du bagad et du bagadig, qui jouent en costume, ceux du bagadigan jouent uniquement en marinière.

#### Autres formations
Les Meuniers posssèdent aussi un pipe band constitué en 2010 de 46 membres venant du groupe principal ou d'autres bagadoù du département. Il concourt en Grade II du Championnat du monde de pipe band depuis 2012, soit deux ans après sa création. Il ne concourt pas tous les ans et est actuellement en pause.
En 2019, un ensemble appelé le bagad loisir est créé, dans le but de permettre à des sonneurs de pratiquer la musique bretonne sans le stress et l'implication des concours et des nombreuses prestations. Ce quatrième organe de l'association se produit pour la première fois le 18 mai 2023, lors de la fête de la fédération de Sonerion 56 et remplit l'effectif d'un bagad normal.

### La formation
Les cours de formation individuelle (cours instrumental et théorique) sont dispensés par deux organismes employant des professeurs payés : le conservatoire à rayonnement départemental de Vannes (CRD) et la fédération Sonerion (BAS).
L'école de musique double ses effectifs en 2018, avec 88 élèves, en cours de bombarde, de cornemuse, de caisse claire et en initiation. Le bagadigan est l’ensemble pour les élèves encore peu avancés et est géré par le conservatoire. En 2018 un emploi de Dumiste (intervenant musique) est créé à la fois pour assurer la formation en interne mais aussi pour intervenir en milieu scolaire. Avec le conservatoire, l'association ouvre une classe Cham « musiques traditionnelles » début 2019 dans l'école publique La Rabine de Vannes, ainsi que dans d'autres écoles du Pays de Vannes (ex : Saint-Avé). Les interventions du bagad se font dans des écoles à travers divers échanges, mais aussi lors de journées d'initiation au long de l'année, par exmeple pendant le Festival d'Arvor à Vannes.
Les formations complémentaires approfondissent certains aspects. Le tutorat permet aux membres d'être cooptés et accompagnés par un pair plus expérimenté lors de leurs premières années de pratique. Lors d'ateliers, le travail de couple permet aux sonneurs d'aborder la musique bretonne sous sa composante de couples bombarde / binioù ou bombarde / cornemuse. On note aussi l'exercice de la caisse-claire soliste, accompagnée d'une cornemuse seule, ou d'un duo ou trio de sonneurs. Ainsi, des couples de jeunes sonneurs et batteurs se sont illustrés lors des festoù-noz et des concours solistes dans toute la bretagne (championnat des sonneurs, manches qualificatives etc.), mais aussi dans le monde, comme lors des Championnats du monde de caisse claire soliste à Glasgow en octobre 2022 (4ème place de Martin Duguet en catégorie Juvenile 5).

## Productions artistiques

### Répertoires et créations

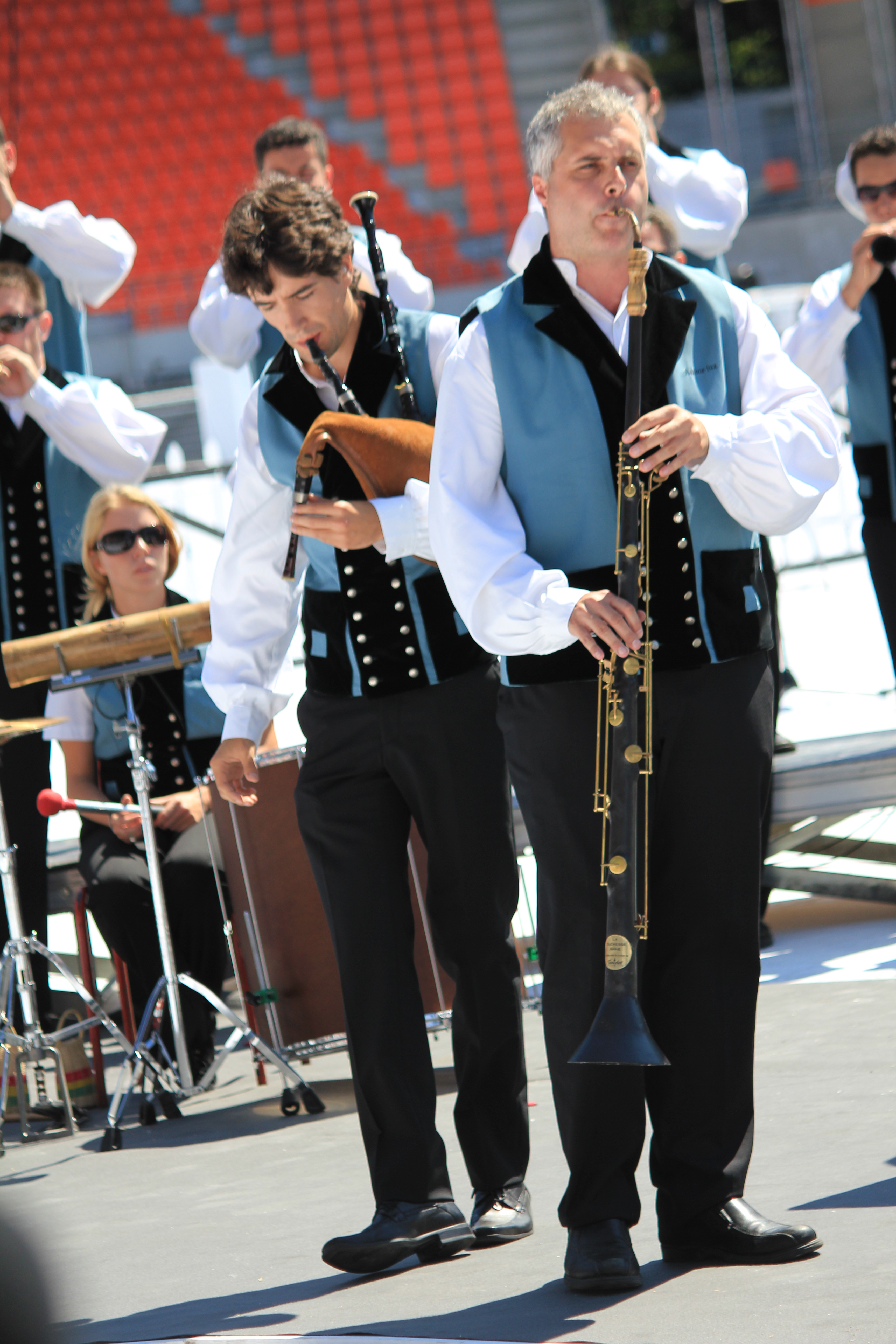
Percussions, biniou kozh et « bombarde basse ».

Le bagad arrange la musique traditionnelle bretonne pour la faire évoluer, par une recherche harmonique et mélodique. Son style musical est porté par la jeunesse qui caractérise le bagad. La commission musicale chargée d'écrire les partitions est composée de plusieurs membres qui réussissent à faire converger leurs influences multiples avec les particularités des terroirs bretons.
Dans l'optique d'une recherche artistique, en association avec les danseurs du cercle celtique de Vannes, plusieurs comédies musicales ont vu le jour, notamment lors du festival Bro Gwened : Le roi Stevan, La légende de Tréfine (40 ans du Bagad en 1994), Jean des Pierres (50 ans du Cercle en 1996), Pierre et Le Loup en 1998, Gwenedissimo (avec les formations brésiliennes Batucada Batala ou Saravá en 2001 et 2002). Par la suite, ils se produisent à nouveau ensemble aux Fêtes d'Arvor, en 2008, en 2010 et en 2011 pour « L'auberge des trois danseurs ».
Les compositeurs du bagad travaillent la qualité des arrangements, intègrent de nouveaux instruments et construisent des spectacles visuels. En 2009, Djeïa, l'œuvre d'Étienne Chouzier, âgé de 19 ans, est écrite pour orchestre, ensemble de bombardes, chœur mixte et guitare électrique. En 2012, Melin’art Orchestra est une ouverture à différents univers, tels que la musique classique du Conservatoire de Vannes (cordes, bois, cuivres) et la danse contemporaine en imbrication avec la vidéo. En 2014, après quatre années de recherches, le bagad intègre une « bombarde basse », un instrument sur-mesure d'1,50 m baptisé « Duchesse-Anne ». Il s'ajoute aux sons déjà intégrés lors de concours, tels que ceux du couple biniou kozh-bombarde en sol dièse, des bombardes alto et ténor dans les années 1980, en lien avec les progrès de la lutherie, l'accordéon et la clarinette depuis 1999, en lien avec le Conservatoire.
En 2015, Contrechamp allie une musique aux accents cinématographiques, les codes des musiques actuelles et une scénographie épique. Cette esthétique s'appuie sur les compétences internes, disposant de trois compositeurs professionnels de musiques de films.
En 2019, Confidences mêle à la musique traditionnelle, des tendances orchestrales de musique classique et de jazz, pour une collaboration avec des musiciens du Conservatoire de Vannes et des connaissances du bagad.
En 2022, le bagad présente au Palais des Arts et des Congrès de Vannes, son nouveau spectacle, Kemmesk, en coopération avec le groupe nantais de musique actuelle Varez ; une fusion qui voit environ 1 200 personnes assister à la double représentation.

### Discographie

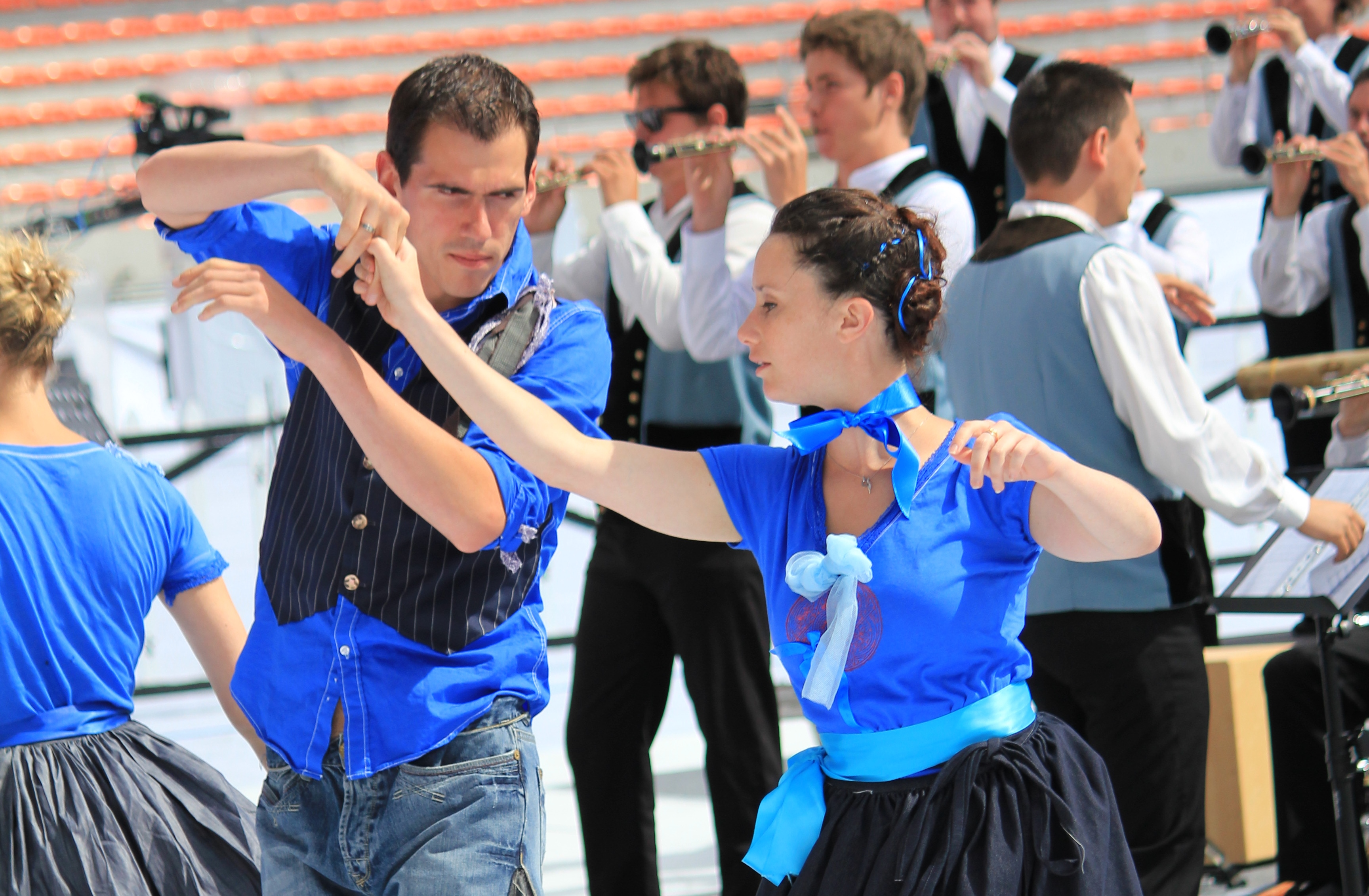
Les danseurs du cercle de Pluneret participent au DVD Melin'art Orchestra.

Le premier média du bagad a été édité dans les années 1960, sous la forme d'un super 45 tours (Disques DMF). En 2002, le bagad de Vannes était l'un des seuls en première catégorie à n'avoir pas produit un enregistrement CD. Dans Dour er Velin il inscrit donc sur disque les quatre suites jouées lors des concours de Brest et Lorient 2000 et 2001. Sorti au printemps 2005, Gwenn ha Blue est le résultat du dynamise de son école de formation de 70 élèves et de son ouverture musicale. En octobre 2009, Breizh Irae réunit plusieurs suites de concours et quatre pièces originales. Naviguant toujours entre tradition et modernité, la création Melin'art Orchestra témoigne du travail d'innovation et d'écriture (90 partitions) réalisé par les membres, avec le tournage d'un DVD en 2012 et des captations audio en festival à Quimper et à Vannes en 2013.
L'association de collectage Dastum publie des enregistrements, dès 1990. Par ailleurs, le bagad intervient dans les compilations issues des concours (Bagadoù) et dans le coffret L'anthologie vol 2 (2008, Coop Breizh). En février 2015, à la suite de son passage « en prime time » sur M6, le bagad enregistre ses trois titres sur un EP édité à 5 000 exemplaires, distribué en août à 40 000 exemplaires par Télé 7 jours. En 2016, le live Essentiel s'écoule à 52 000 exemplaires. La captation de Contrechamp à l'Olympia donne lieu à la sortie d'un album live et un DVD. La tournée qui suit est également enregistrée pour un album live, Essentiel Tour 2018.

#### Albums

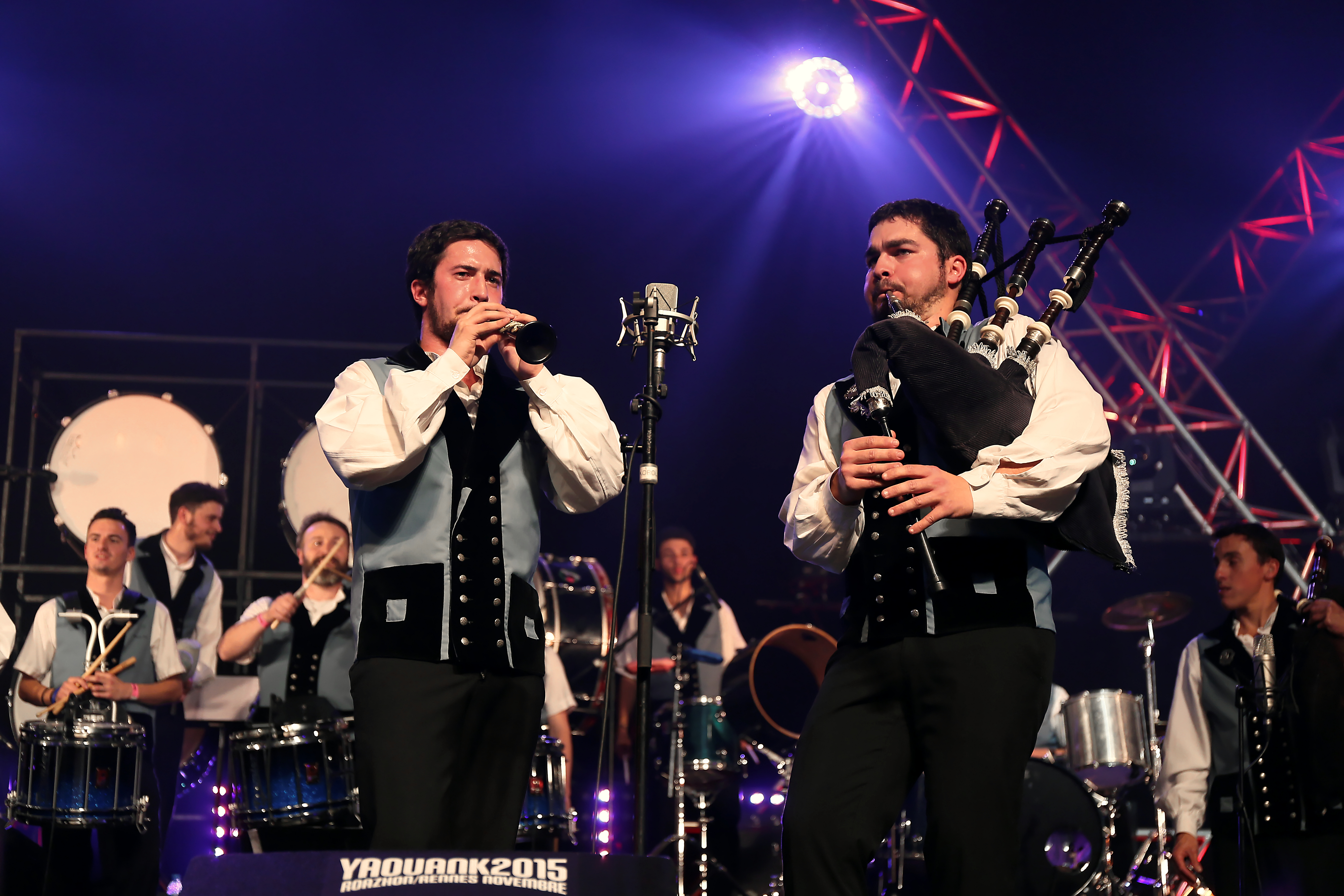
Spectacle Contrechamp au festival Yaouank le 21 novembre 2015.

### Prestations et collaborations

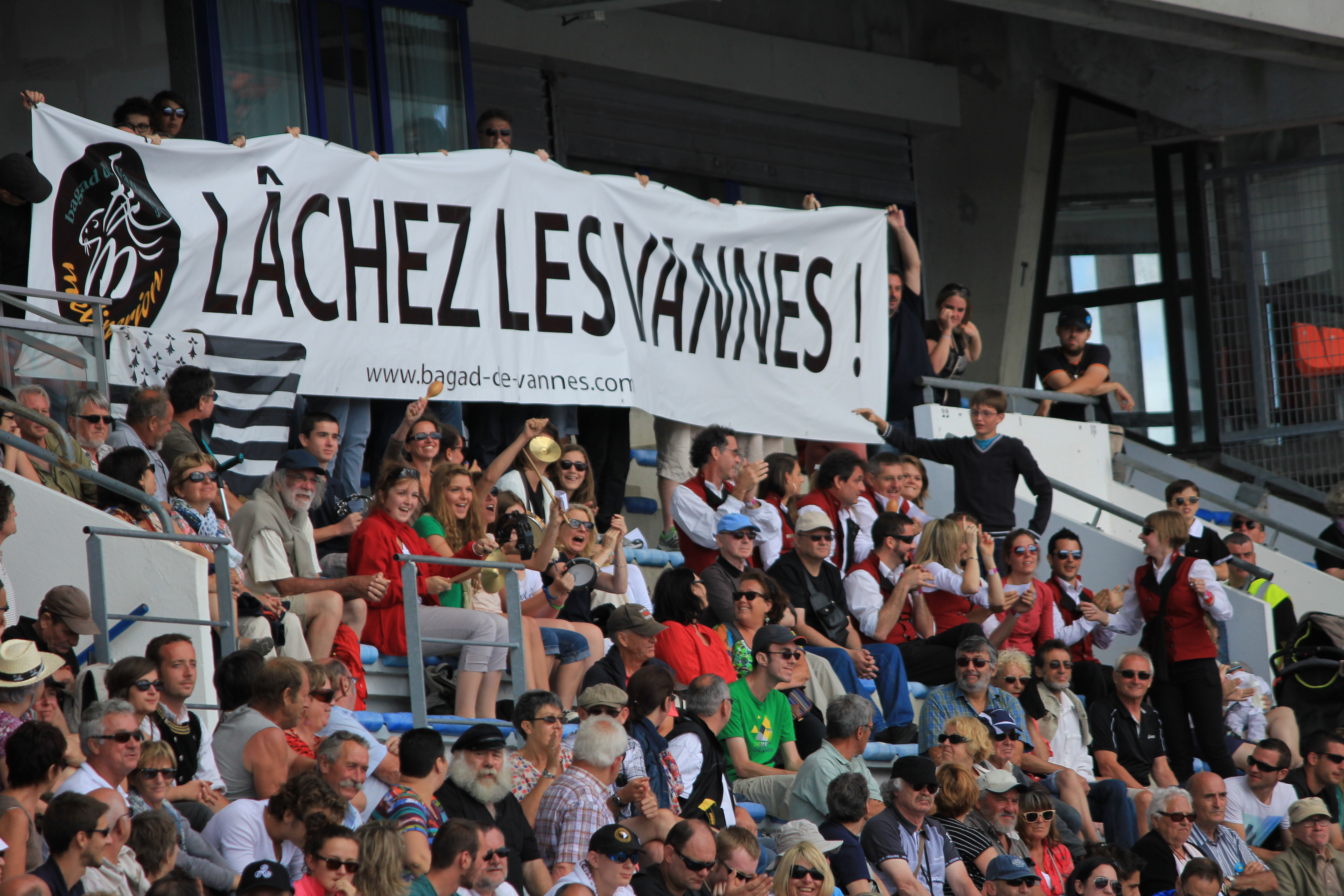
Supporters du bagad à Lorient.

Le bagad se produit en spectacle dans tout l'Hexagone et régulièrement en Europe (Grande-Bretagne, Allemagne, Belgique, Italie, Autriche, Espagne...) ainsi que dans les pays celtiques, aux États-Unis et en Chine. En 2007, il défile sur les Champs Élysées à Paris lors de la Breizh Touch. En 2009, il représente Vannes pour la finale de la Coupe de la Ligue au Stade de France. En décembre 2014, le bagad de Vannes participe à la 9e saison de l'émission La France a un incroyable talent diffusée sur M6 et remporte la finale du 27 janvier 2015. Cela permet à la quarantaine de musiciens d'être invités à aller se produire au festival Juste pour rire à Montréal, pour quatre spectacles, des parades et un gala télévisé présenté par Gilbert Rozon.

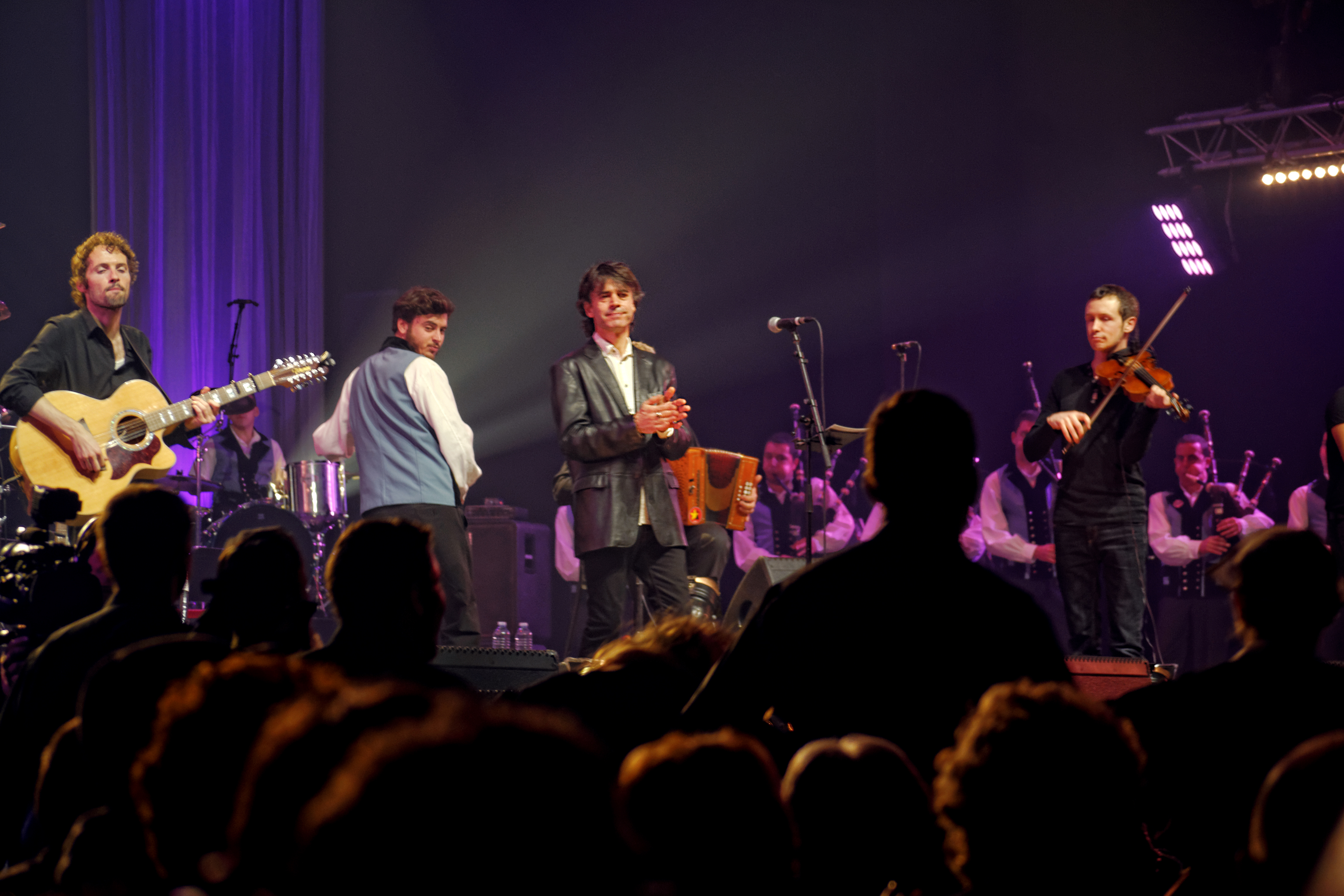
Le bagad accompagne le chanteur breton Denez Prigent en 2016.

Le bagad a collaboré pour un disque avec le groupe irlandais The Chieftains. En 1999, le bagad enregistre à l'IRCAM (Paris) l'album Amazing Grace : De la Bretagne au Brésil avec la Batucada Batala. En 2001, il intervient sur l'album Batucando de Batala Paris. En 2004, avec des musiciens japonais, le bagad est au cœur d'un reportage diffusé sur la première chaîne de télévision nippone. Les « gilets bleus » ont également partagé des expériences scéniques avec la chanteuse lyrique Hélène Delavault en 2003, Carlos Núñez en 2005, en 2006 pour leurs 50 ans et en 2011 ou encore Hugues Aufray. En janvier 2016, le bagad se produit dans les Zéniths de l'Ouest lors des Nuits de la Bretagne aux côtés de Denez Prigent et de danseurs pour le final. Le bagad apparaît dans le DVD de Denez A-unvan gant ar stered. En 2022, le bagad présente au Palais des Arts et des Congrès de Vannes, son nouveau spectacle, Kemmesk, en coopération avec le groupe nantais de musique actuelle Varez.

## Résultats en championnat
| 1969         | 1970         | 1971        | 1972        | 1973        | 1974        | 1975         | 1976        | 1977 |
| ------------ | ------------ | ----------- | ----------- | ----------- | ----------- | ------------ | ----------- | ---- |
| HC (1re cat) | HC (1re cat) | 4 (1re cat) | 5 (1re cat) | 5 (1re cat) | 5 (1re cat) | HC (1re cat) | 4 (1re cat) | NPP  |

| 1978         | 1979        | 1980         | 1981         | 1982         | 1983         | 1984        | 1985        | 1986        |
| ------------ | ----------- | ------------ | ------------ | ------------ | ------------ | ----------- | ----------- | ----------- |
| HC (1re cat) | 4 (1re cat) | HC (1re cat) | HC (1re cat) | HC (1re cat) | HC (1re cat) | 4 (1re cat) | 2 (1re cat) | 2 (1re cat) |

| 1987         | 1988        | 1989        | 1990        | 1991 | 1992        | 1993         | 1994        | 1995        |
| ------------ | ----------- | ----------- | ----------- | ---- | ----------- | ------------ | ----------- | ----------- |
| HC (1re cat) | 2 (1re cat) | 2 (1re cat) | 5 (1re cat) | NPP  | 6 (1re cat) | HC (1re cat) | 7 (1re cat) | 8 (1re cat) |

| 1996         | 1997         | 1998         | 1999         | 2000         | 2001         | 2002 | 2003         | 2004         |
| ------------ | ------------ | ------------ | ------------ | ------------ | ------------ | ---- | ------------ | ------------ |
| 10 (1re cat) | 10 (1re cat) | HC (1re cat) | 11 (1re cat) | 10 (1re cat) | 10 (1re cat) | NPP  | 14 (1re cat) | 12 (1re cat) |

| 2005         | 2006         | 2007         | 2008        | 2009         | 2010        | 2011         | 2012        | 2013        |
| ------------ | ------------ | ------------ | ----------- | ------------ | ----------- | ------------ | ----------- | ----------- |
| 13 (1re cat) | 10 (1re cat) | 11 (1re cat) | 9 (1re cat) | 11 (1re cat) | 6 (1re cat) | 11 (1re cat) | 8 (1re cat) | 5 (1re cat) |

| 2014        | 2015        | 2016        | 2017        | 2018                         | 2019        | 2020          | 2021     | 2022           |
| ----------- | ----------- | ----------- | ----------- | ---------------------------- | ----------- | ------------- | -------- | -------------- |
| 4 (1re cat) | 8 (1re cat) | 4 (1re cat) | 5 (1re cat) | 5 (hiver*) 5 (été*)(1re cat) | 7 (1re cat) | 5** (1re cat) | COVID-19 | 7*** (1re cat) |

| 2023        | 2024        | 2025             | - | - | - | - | - | - |
| ----------- | ----------- | ---------------- | - | - | - | - | - | - |
| 5 (1re cat) | 5 (1re cat) | 7 **** (1re cat) | - | - | - | - | - | - |

* : le concours annuel est exceptionnellement divisé en deux concours, correspondants aux deux manches d'été et d'hiver
** : la manche d'été n'a pas eu lieu pour cause d'épidémie de COVID-19
*** : la manche d'hiver n'a pas eu lieu pour cause d'épidémie de COVID-19
**** : Seule la manche d'hiver a lieu, la manche d'été ayant été annulée par Sonerion
| 1998     | 1999     | 2000     | 2001     | 2002     | 2003     | 2004     | 2005     | 2006     |
| -------- | -------- | -------- | -------- | -------- | -------- | -------- | -------- | -------- |
| (5e cat) | (5e cat) | (5e cat) | (5e cat) | (5e cat) | (5e cat) | (5e cat) | (5e cat) | (5e cat) |

| 2007     | 2008     | 2009     | 2010         | 2011         | 2012       | 2013         | 2014         | 2015         |
| -------- | -------- | -------- | ------------ | ------------ | ---------- | ------------ | ------------ | ------------ |
| (5e cat) | (5e cat) | (5e cat) | NPP (5e cat) | NPP (5e cat) | 2 (5e cat) | 7 (4e cat A) | 4 (4e cat A) | 5 (4e cat B) |

| 2016         | 2017         | 2018         | 2019       | 2020     | 2021     | 2022         | 2023       | 2024 |
| ------------ | ------------ | ------------ | ---------- | -------- | -------- | ------------ | ---------- | ---- |
| 4 (4e cat A) | 6 (4e cat A) | 2 (4e cat A) | 9 (3e cat) | COVID-19 | COVID-19 | NPP (3e cat) | 4 (3e cat) | X *  |

| 2025            | - | - | - | - | - | - | - | - |
| --------------- | - | - | - | - | - | - | - | - |
| 11**** (3e cat) | - | - | - | - | - | - | - | - |

- * année sabbatique

### Palmarès du bagad Melinerion
| Titres en tournois de bagadoù |
| - Championnat national des bagadoù : - 1re catégorie : Vice-champion : 1985, 1986, 1988, 1989 - 2e catégorie : Champion : 1968 - 3e catégorie : Champion : 1967 - Trophée Polig Monjarret - Champion (2025) |

## Sources